# Ортимино (Фиренца)
Ортимино је насеље у Италији у округу Фиренца, региону Тоскана.
Према процени из 2011. у насељу је живело 444 становника. Насеље се налази на надморској висини од 149 м.